# 壯年
壯年是介於青年與中年之間的年齡層名詞，在統計上被廣泛用來描述具有經濟生產力的年紀，狹義漢字文化傳統上則專指三十歲到四十歲。

## 辭典定義
中華民國教育部頒定的教育部國語辭典將壯年明確定義為：人在三、四十歲的時期，語義相似於被稱為壯丁的役齡男子，並且指出壯年一詞存在漢文古典源流。

東晉詩人袁淑〈效古〉
「勤役未云已，壯年徒為空。」
唐代詩人元稹 〈遣病十首〉
「壯年等閒過，過壯年已五。」
明代小說家羅貫中《三國演義》120回
「昔討逆壯年，以一校尉創立基業；今孫皓舉江南而棄之！」

## 統計名詞
壯年作為中華民國內政部統計名詞，曾經指涉30歲到44歲間的人口，有時指涉24到39歲間的人口，缺乏穩定定義，在新的人口統計類別，已被整併為青壯年，青壯年在統計上有時完全涵蓋15歲到64歲的所有經濟生產人口；有時則青壯年只包含壯年的傳統定義，與45歲到65歲的中年或中壯年進行區別，專指18歲到44歲的年紀。